# Араужу, Энрике
Энри́ке Пере́йра Ара́ужу (порт. Henrique Pereira Araújo, португальское произношение: [ẽˈʁiki aɾaˈuʒu]; родился 19 января 2002) — португальский футболист, нападающий клуба «Бенфика» и сборной Португалии до 21 года, выступающий на правах аренды за португальский клуб «Фамаликан».

## Клубная карьера
Уроженец Фуншала (Мадейра), Араужу выступал за молодёжную команду клуба «Маритиму». В 2018 году стал игроком футбольной академии лиссабонской «Бенфики». В марте 2019 года подписал свой первый профессиональный контракт. 29 января 2022 года дебютировал в основном составе «Бенфики» в матче Кубка португальской лиги против «Спортинга». 2 февраля 2022 года дебютировал в португальской Примейра-лиге в матче против «Жил Висенте». 11 марта 2022 года забил свой первый гол за «Бенфику» в матче против «Визелы».
В январе 2023 года Араужу отправился в аренду в английский клуб «Уотфорд».

## Карьера в сборной
Выступал за сборные Португалии до 18, до 19 лет и до 21 года.